# Ямайский креольский язык
Ямайский креольский язык (ямайский креол, ямайское патуа; самоназвание: Patwa/Patois или Jamaican) — креольский язык на английской основе, основной язык ямайцев. Этот язык не следует путать ни с ямайским вариантом английского языка, ни с использованием английского языка растафарианцами. Ямайский креольский язык сложился в XVII веке, когда на Ямайку начали в массовом порядке ввозить рабов из Западной Африки. Так как рабы были по происхождению из многих разных африканских племён, им приходилось как для общения с хозяевами, так и между собой выучивать в той или иной мере английский язык, в основном в его британском и ирландском вариантах.
Ямайский язык близок английскому лексически, однако сильно отличается фонетически, в меньшей степени синтаксически. Функционирует в основном как устное просторечие, сосуществуя с местным вариантом литературного английского языка.

## Языковой континуум
В связи с невозможностью назвать языковую ситуацию на Ямайке примером классической диглоссии (руководствуясь девятью признаками диглоссии по Чарльзу А. Фергюсону) или отношением литературного языка и диалектов, в настоящее время принято говорить о пост-креольском языковом континууме. При этом отсутствует чёткая граница между креольским и литературным языком, а отношения между ними представлены в виде спектра вариантов речи: от креольского (базилект) до литературного ямайского английского (акролект).
Ямайский креольский язык является родным для большинства ямайцев, в то время как носителями ямайского английского (акролекта) является лишь небольшое количество людей. Остальные ямайцы учат его в качестве второго языка в школе, а также при помощи литературы, средств массовой информации или работы на носителей языка. Это явление — результат различия этих языков в престиже и функциях во времена колонизаторов. Многие ямайцы и лингвисты заявляют, что тенденция различать ямайские акролект и базилект по престижности сохраняется и по сей день и даже является базовым компонентом отношения к креольскому или литературному языку.
Оба полюса этого континуума характеризуются набором черт наиболее близких к литературному английскому (акролект) и наиболее дистанцированных от них (базилект). Литературный ямайский английский представляет собой диалект английского, который развился из британских и ирландских диалектов английского XVII и XVIII веков. Напротив, грамматика ямайского креольского радикально отличается от английской: языковые контакты привели к смешению грамматических структур. Тем не менее, существуют разные мнения относительно того, был ли ямайский креольский получен в результате внезапной креолизации, появился ли он как пиджин на острове или ещё в Африке, а потом перенёс изменения в лексике. Преобладающее число лингвистов считает невозможным отнести ямайский креольский к английскому в связи с радикальными грамматическими различиями языков, в то же время нельзя отрицать исторические связи между ними.

## Ямайский мезолект
В ситуации языкового континуума наиболее важным на Ямайке вариантом языка является промежуточный между базилектом и акролектом, известный как мезолект. Именно этот языковой вариант использует большинство ямайцев в большинстве ситуаций.
Мезолект характеризуется частичной и вариативной, но обязательно систематической интеграцией английских форм и правил. Его грамматика образовалась не в результате смешения или переключения кодов при использовании базилекта и акролекта, а его носители не были обучены мезолекту специально. Данный вариант представляет собой особый организованный набор элементов с длинной историей и своим собственным комплексом имён, структур и социальных шаблонов. Кроме того, мезолект содержит множество конструкций, структур и принципов организации слов и предложений, заимствованных у базилекта и генетически не характерных для английских диалектов.
Таким образом, мезолект представляет собой ямайский креольский, но не ямайский английский. Более того, вероятно, он возник раньше базилекта ямайского креольского языка. У поверхностных форм, похожих на английские, прослеживается характерное чередование с нулём, вызванное ограничением, заимствованным у базилекта, но неестественным для английского. Подобные модели содержатся как в ранних ямайских текстах, так и в современной речи.
Из-за невозможности провести чёткую границу между ямайским английским и ямайским креольским возникают трудности при анализе текстов и речи некоторых говорящих. Тем не менее, поиск лингвистической и социальной границы между этими языками является побочным результатом колониальной языковой идеологии.

## Орфография
Одними из самых частых проблем, с которыми сталкиваются лингвисты, изучающие ямайский креольский, заключается в диалектном разнообразии языка, а также в том, что в основном он является устным. Значительная часть лексики ямайского креольского заимствована из английского (см. Чёрный английский), в то же время записывать эти слова, руководствуясь нормами литературного английского языка, не представляется возможным, так как их реальное произношение часто отличается.
Обсуждая проблему фонетического письма, Эмилия Л. Адамс замечает, что проблема возникает при написании некоторых слов, заимствованных из английского, произношение которых в ямайском варианте практически ничем не отличается от стандартного. Если такие слова написаны в своей стандартной (английской) форме, то это приводит к «ослепляющему» и часто путающему контрасту между фонетикой ямайских слов и написанием английских аналогов, которое зачастую является абсурдным и устаревшим с фонетической точки зрения.
В настоящее время при записи высказываний на ямайском креольском обычно используется Jamaican Language Unit, система, предложенная ещё в 1961 году Фредериком Дж. Кессиди и модифицированная в 2003 году. Создание подобной системы является большим шагом на пути к стандартизации ямайского креольского языка.

## Классификация
Фактически представляет собой наречие западнокарибского креольского языка (Southwestern Caribbean Creole English) наряду с близкородственными белизским, москитовобережным (никарагуанским), англо-гондурасским (уэка) и райсальско-креольским наречиями.

## Диалекты
Ещё более близкими к ямайскому креолу являются англо-креольские языки Каймановых островов, Коста-Рики и Панамы, фактически являясь его диалектами:
- кайманский диалект — переселенцы с Ямайки около 1734 года
- лимонский диалект (Limónese Creole) — район города Лимон (Коста-Рика)
- панамский диалект (Panamanian Creole English) — Панама
  - диалект Бокас-дель-Торо (Bocas del Toro Creole)
  - колонский диалект (Colón Creole)
  - диалект Рио-Абахо (Rio Abajo Creole)

## Фонология
В базилектном ямайском креоле насчитывается 21 согласная фонема и от 9 до 16 гласных фонемы в зависимости от анализа и варианта.
|                 | Губные | Альвеолярные | Пост- альвеолярные | Палатальные² | Велярные | Глоттальные |
| --------------- | ------ | ------------ | ------------------ | ------------ | -------- | ----------- |
| Носовые         | m      | n            |                    | ɲ            | ŋ        |             |
| Смычные         | p b    | t d          | tʃ dʒ              | c ɟ          | k g      |             |
| Спиранты        | f v    | s z          | ʃ                  |              |          | (h)1        |
| Плавные         |        | ɹ            |                    | j            | w        |             |
| Боковые плавные |        | l            |                    |              |          |             |

1. Фонологический статус /h/ зависит от диалекта: в западных диалектах это полноценная фонемы и там существуют минимальные пары (/hiit/ 'hit' и /iit/ 'eat'); в восточных [h] свободно варьирует с нулём звука и, например, слова со значением «рука» ('hand') и «есть» ('and') (фонологически оба /an/) могут произноситься и как [han], и как [an][9].
2. Палатальные взрывные /c/, /ɟ/[10] и носовой /ɲ/ одними исследователями рассматриваются как фонемы[11], другими — как аллофоны альвеолярных смычных[12].

Примеры исторической палатализации:
- /kiuu/ → [ciuː] → [cuː] («четверь кварты (рома)»)

Ямайские гласные по Harry (2006)

- /giaad/ → [ɟiaːd] → [ɟaːd] («охрана», англ. 'guard')
- /piaa + piaa/ → [pʲiãːpʲiãː] → [pʲãːpʲãː] («слабый»)